# Universitatea de Artă și Design din Cluj-Napoca
Universitatea de Artă și Design (UAD) este o universitate de arte din Cluj-Napoca, România. Anterior, s-a numit Institutul de Arte Plastice „Ion Andreescu”. Sediul central este în Piața Unirii, nr. 31.
De-a lungul timpului Universitatea din Cluj a purtat următoarele denumiri:
- 1926–1933—Școala de Belle-Arte
- 1950–1990—Institutul de Arte Plastice „Ion Andreescu”
- 1990–2001—Academia de Arte Vizuale „Ion Andreescu”
- Din 2001—Universitatea de Artă și Design Cluj-Napoca

## Facultăți
Universitatea are două facultăți:
- Facultatea de Arte Plastice
- Facultatea de Arte Decorative și Design

## Elevi reprezentativi ai Universității
- Béla Gy. Szabó
- Horea Cucerzan
- Mircea Roman
- Virgil Fulicea
- Valeriu Mladin
- Mircea Corneliu Spătaru
- László Botár
- Mircea Cantor
- Șerban Savu
- Ciprian Mureșan
- Victor Man
- Adrian Ghenie